# Sacrario militare dei caduti senza croce di Roccaraso

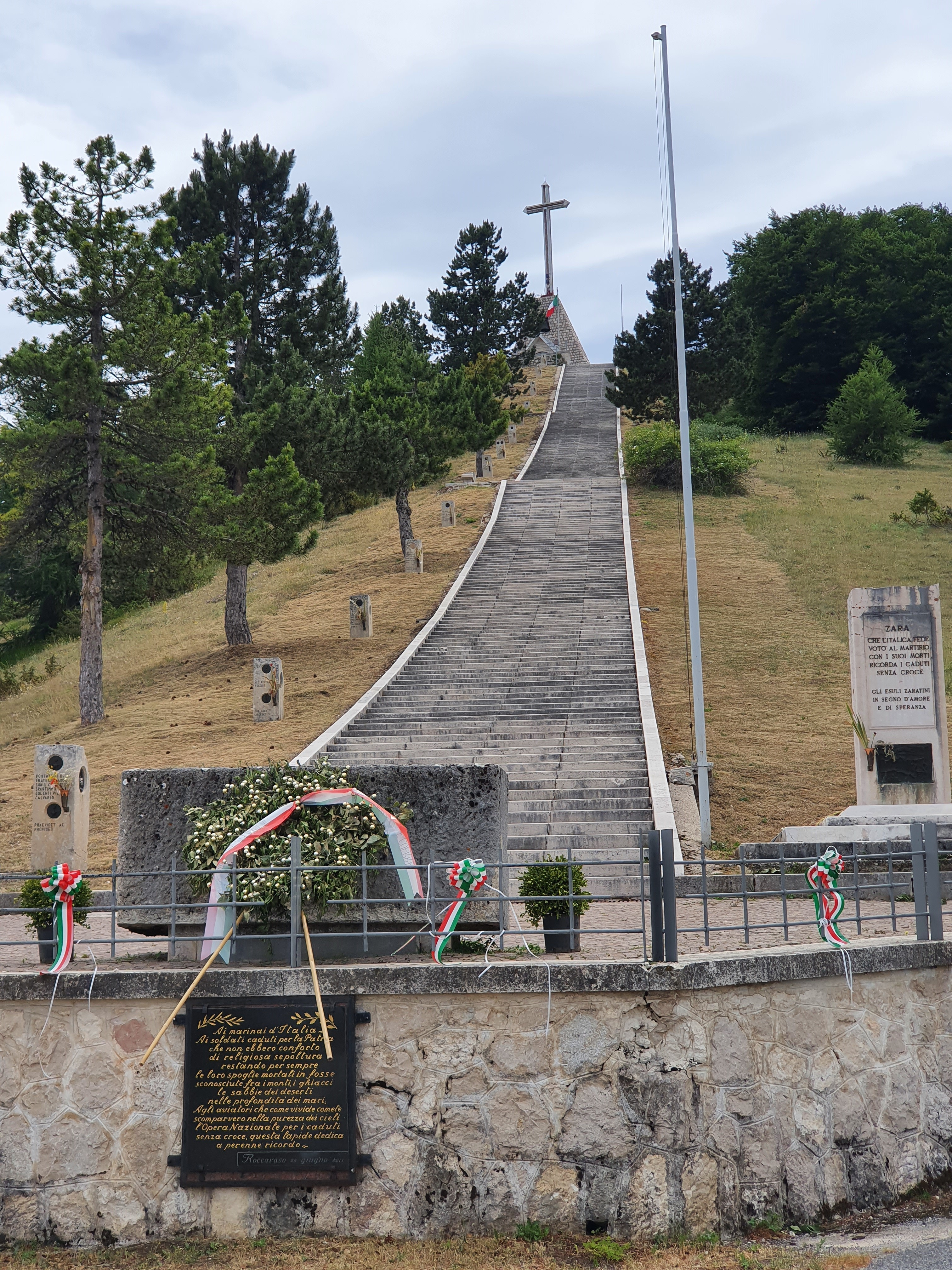
La scalinata di accesso alla base del Sacrario

Il Sacrario militare dei Caduti senza Croce è il monumento dedicato ai 145.000 caduti italiani di tutti i teatri bellici della Seconda guerra mondiale, ai quali non fu possibile dare degna sepoltura, una lapide o una semplice croce, in Italia o nel resto del mondo. Esso è ubicato sul monte Zurrone, a Roccaraso (AQ) in Abruzzo. 
Ogni anno vi si celebra, nell'ultima domenica di giugno, la giornata del ricordo in memoria dei "Caduti senza Croce" promossa dall'Opera Nazionale per i Caduti senza Croce (ONCSC).

## Descrizione
Il monumento, la cui costruzione fu iniziata nel 1956 e terminata nello stesso anno, fu voluto dal colonnello Vincenzo Palmieri, che prese parte alla guerra, in Abruzzo (e lui stesso fratello e cugino di due dispersi rispettivamente  in Jugoslavia e in Russia), nel 1943. In quell'area passava infatti la linea fortificata tedesca "Gustav" e fu per questo che Roccaraso, fino al 1943 borgo la cui pianta urbanistica e le cui costruzioni mantenevano perfettamente la loro origine medievale, conobbe la quasi totale distruzione ad opera dei tedeschi in ritirata dopo lo sfondamento delle forze alleate, oltre che un eccidio ad opera dei nazifascisti, presso il Bosco dei Limmari, nei pressi della frazione di  Pietranseri.
La costruzione del Sacrario fu resa possibile grazie alla instancabile opera di Vincenzo Palmieri, che sollecitò con tenacia e costanza enti, associazioni combattentistiche e le stesse forze armate, per donazioni e offerte per la progettazione e costruzione del monumento.
La disposizione architettonica del sacrario è particolarmente suggestiva, in quanto posta alla sommità del Monte Zurrone, alla quale si accede dopo aver percorso una lunga scalinata che dai piedi del monumento porta sino alla vetta del monte, sulla quale sono disposti, oltre al Tricolore, una cappella ed una croce, ai cui 4 angoli alla base piramidale della quale sono posti altrettanti cannoni fregiati di un nastro tricolore. Ivi sono posti cippi celebrativi, tra i quali quello dello stesso colonnello Palmieri. Per sua espressa volontà, infatti, il colonnello, alla sua morte, fu sepolto "tra i suoi caduti senza croce" (come è inciso sulla sua lapide) nel sacrario alla cui costruzione dedicò la sua vita dopo la fine della guerra.
Ai piedi della scalinata sono posti diversi monumenti, tra i quali ve n'è uno che ricorda gli ascari d'Eritrea, Somalia e Libia.

## Galleria d'immagini

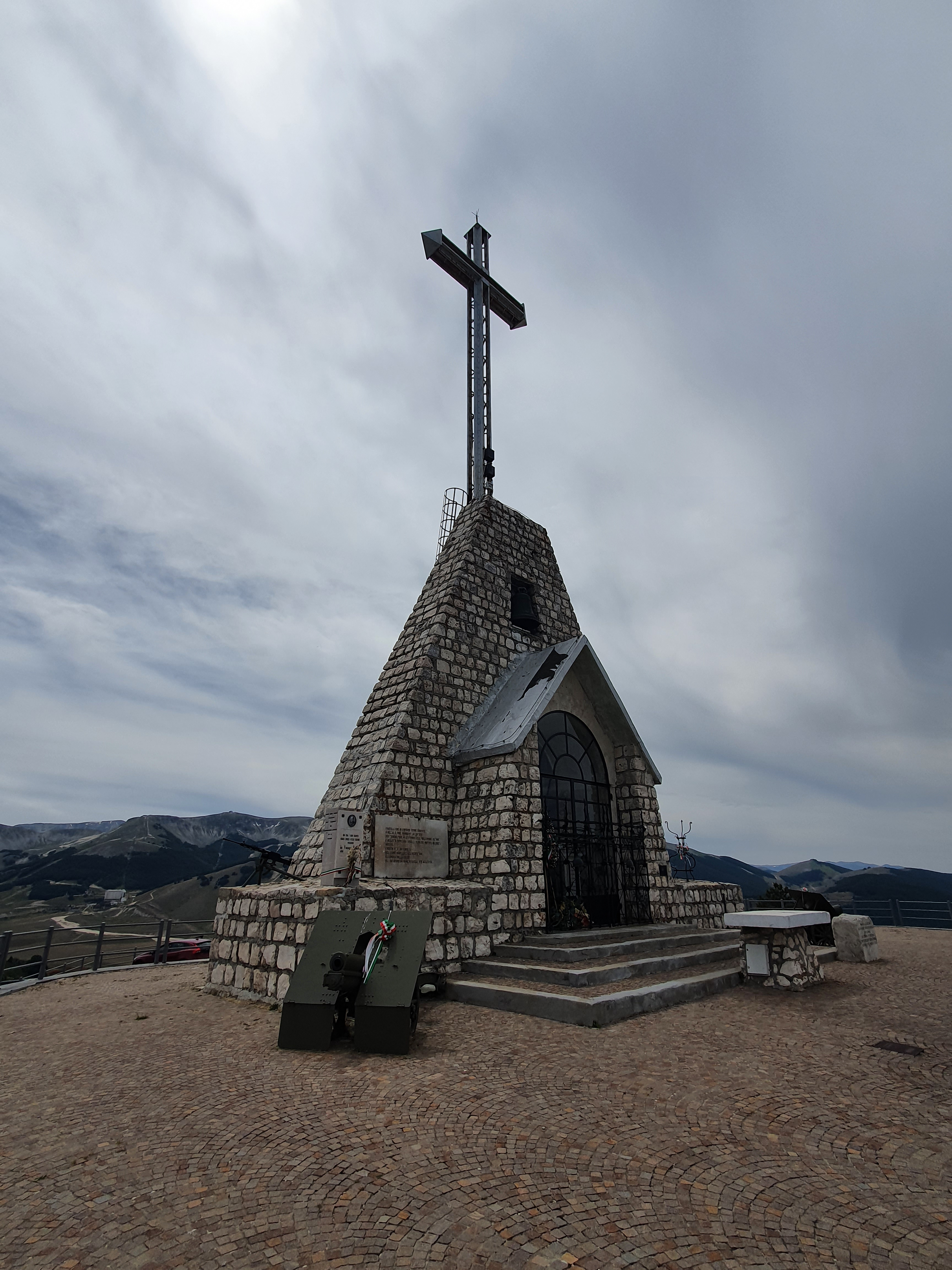
La base della croce alla sommità del sacrario
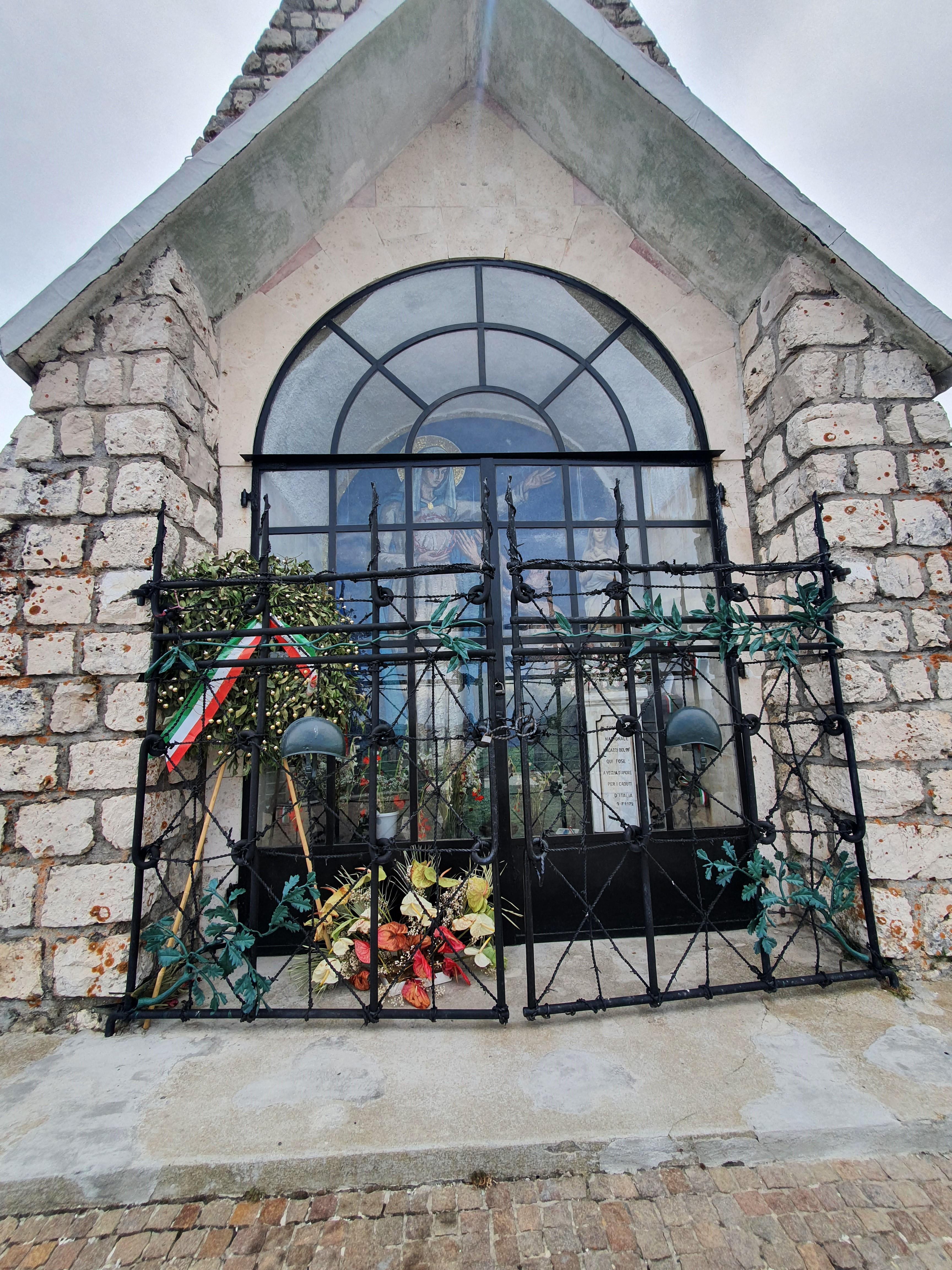
La cappella contenente ricordi dei caduti